# Ralf Lange
Ralf Lange (* 1961) ist ein deutscher Kunsthistoriker, Journalist und Autor. Seit 1995 ist er wissenschaftlicher Mitarbeiter im Hamburger Speicherstadtmuseum und war Mitverfasser des Gutachtens zur Nominierung der Speicherstadt und des Kontorhausviertels als UNESCO-Welterbe. Er hat zahlreiche Bücher zur Hamburger Hafen-, Schifffahrts- und Baugeschichte sowie zur deutschen Nachkriegsarchitektur veröffentlicht. 

## Werke (Auswahl)
- Die Hamburger Speicherstadt. Geschichte, Architektur, Welterbe (2019)
- Das Hamburger Kontorhaus. Architektur, Geschichte, Denkmal (2015)
- Architektur in Hamburg. Der große Architekturführer (2008)
- 25 Jahre Planen und Bauen in der Demokratie 1950–75 (2000)
- Vom Kontor zum Großraumbüro. Bürohäuser und Geschäftsviertel in Hamburg 1945–1970 (Dissertation, 1999)
- Hamburg. Wiederaufbau und Neuplanung 1943–1963 (1994)

## Quelle
- Kurzbiografie auf speicherstadtmuseum.de

| Personendaten    | Personendaten                       |
| ---------------- | ----------------------------------- |
| NAME             | Lange, Ralf                         |
| KURZBESCHREIBUNG | deutscher Kunsthistoriker und Autor |
| GEBURTSDATUM     | 1961                                |